# Novi, Michigan
Novi [ˈnoʊvaɪ] är en stad i Oakland County i Michigan 40 km från centrum av Detroit i norra delen av Metro Detroit. Vid 2010 års folkräkning hade Novi 55 224 invånare.